# Bokor
Bokor în religia vodou este un vrăjitor sau un preot de sex masculin (houngan).